# Pardosa linguata
Pardosa linguata là một loài nhện trong họ Lycosidae.
Loài này thuộc chi Pardosa. Pardosa linguata được Frederick Octavius Pickard-Cambridge miêu tả năm 1902.